# Serafima Andrejewna Gromowa
Serafima Andrejewna Gromowa (russisch Серафима Андреевна Громова; * 14. Juni 1923 im Dorf Orlowka, Ujesd Bobrow; † 16. September 2013 in Selenograd) war eine sowjetisch-russische Elektroingenieurin.

## Leben
Schon als Schülerin interessierte sich Gromowa für Mathematik, Physik und Astronomie. Bei Beginn des Deutsch-Sowjetischen Krieges wollte sie mit ihren Freundinnen in die Rote Armee eintreten, aber ihrer Jugend wegen wurden sie zunächst nicht aufgenommen. Darauf nahmen sie an OSSOAWIACHIM-Kursen teil und lernten im Speziallager Erste Hilfe und den Aufbau des Gewehrs. Anfang 1942 wurden sie in die 7. Flugabwehr-Division aufgenommen. Gromowa erlebte ihren ersten Kampfeinsatz als Kommandeurin eines Beobachtungsposten an einem Bahnhof westlich von Woronesch am 4. Juli 1942. Nach der Schlacht von Stalingrad nahm sie an der Schlacht von Kursk teil und rückte dann mit ihrem Posten im Verlauf des Krieges bis nach Fastiw südwestlich von Kiew vor. Im August 1945 wurde sie als Gefreiter demobilisiert.
Im September 1946 begann Gromowa das Studium an der Staatlichen Universität Saratow in der Mechanik-Fakultät. Nach dem Abschluss des Studiums 1951 erhielt sie die Anstellung als Meisterin in der geheimen Fabrik Nr. 92 in Nowosibirsk. Sie wurde Spezialistin für die elektronischen Systeme der Luftabwehr- und Raketenabwehranlagen und 1958 Chefin der Versuchsabteilung. 1966 wurde sie Produktionsleiterin in der Fabrik Nr. 26 in Frjasino. Ab 1968 war sie als Vizechefingenieurin an der Entwicklung neuer Waffensysteme im Werk Mion in Minsk beteiligt.
1971 wurde Gromowa Leiterin der Endmontage im 1964 gegründeten Mikroelektronik-Werk Mikron in Selenograd. Sie nahm an der Entwicklung der Steuerungssysteme für die Raumfähre Buran teil, die 1986 gebaut wurde und 1988 flog. 1994 wurde sie pensioniert.
Im Ruhestand beschäftigte sich Gromowa mit Fragen der militärisch-patriotischen Erziehung der Kinder und Jugendlichen und nahm an entsprechenden Aktivitäten der Regierung und der Kommunalbehörden teil.

## Ehrungen, Preise
- Medaille „Für Verdienste im Kampf“ (1944)[3]
- Medaille „Sieg über Deutschland“
- Medaille „20. Jahrestag des Sieges im Großen Vaterländischen Krieg 1941–1945“
- Medaille „50 Jahre Streitkräfte der UdSSR“
- Jubiläumsmedaille „Zum Gedenken an den 100. Geburtstag von Wladimir Iljitsch Lenin“
- Medaille „60 Jahre Streitkräfte der UdSSR“
- Medaille „30. Jahrestag des Sieges im Großen Vaterländischen Krieg 1941–1945“
- Orden des Roten Banners der Arbeit (1974)[3]
- Medaille „40. Jahrestag des Sieges im Großen Vaterländischen Krieg 1941–1945“
- Medaille „70 Jahre Streitkräfte der UdSSR“
- Medaille „Veteran der Arbeit“
- Orden des Vaterländischen Krieges II. Klasse (1985)[3]
- Held der sozialistischen Arbeit (1990)[3]
- Leninorden (1990)[3]
- Medaille „50. Jahrestag des Sieges im Großen Vaterländischen Krieg 1941–1945“
- Medaille „60. Jahrestag des Sieges im Großen Vaterländischen Krieg 1941–1945“
- Medaille „65. Jahrestag des Sieges im Großen Vaterländischen Krieg 1941–1945“